# Іванівська сільська рада (Новоград-Волинська міська рада)
Іванівська сільська рада — колишня адміністративно-територіальна одиниця та орган місцевого самоврядування у Новоград-Волинському районі й Новоград-Волинській міській раді Волинської округи, Київської області Української РСР з адміністративним центром у селі Іванівка.

## Населені пункти
Сільській раді на час ліквідації були підпорядковані населені пункти:
- с. Вершниця
- с. Іванівка

## Населення
Кількість населення ради, станом на 1923 рік, становила 1 192 особи, кількість дворів — 232, на 1924 рік — 1 169 мешканців та 231 двір.
У 1931 році чисельність населення сільської ради становила 1 382 особи.

## Історія та адміністративний устрій
Створена 1923 року в складі сіл Вершниця та Іванівка Романовецької волості Новоград-Волинського повіту Волинської губернії. 7 березня 1923 року увійшла до складу новоствореного Новоград-Волинського району Житомирської (згодом — Волинська) округи. 17 березня 1926 року затверджена як польська національна сільська рада.
1 червня 1935 року, відповідно до постанови Президії ЦВК УСРР «Про порядок організації органів радянської влади в новоутворених округах», сільську раду передано в підпорядкування Новоград-Волинській міській раді Київської області. У 1941 році с. Вершниця значиться на обліку в Ужачинській сільській раді, с. Іванівка — в складі Чижівської сільської ради.
Станом на 1 вересня 1946 року в списках сільських рад відсутня.
Адміністративний центр ради, с. Іванівка, на поч. 1930 років значилося в планах на зселення через будівництво Новоград-Волинського укріпленого району.